# Manuel Valdés Valdés
Manuel Valdés Valdés (Santiago, 27 de noviembre de 1933-Nancagua, 3 de agosto de 2023) fue un abogado, empresario y dirigente gremial chileno, que se desempeñó como presidente de la Confederación de la Producción y del Comercio (CPC) —la principal organización empresarial del país andino—, y de la Sociedad Nacional de Agricultura (SNA).

## Familia y estudios
Nació en Santiago de Chile el 27 de noviembre de 1933, como hijo único en una familia de agricultores tradicionalistas compuesta por Manuel Valdés Sánchez y Rosa Valdés Wood. Se formó primero con una institutriz de Islas Malvinas y posteriormente en The Grange School, en la capital chilena. A continuación, cursó la carrera de derecho en la Universidad de Chile, casa de estudios en la que posteriormente obtendría una maestría en la misma disciplina.
Se casó con Ximena Cox, con quien tuvo cinco hijos.

## Carrera profesional
Ya titulado, se incorporó al mundo gremial, fundando la Confederación de Sindicatos de Agricultores. Desde 1955 ofició como productor, primero con plantaciones de naranjas y luego compitiendo en el mercado del aceite de oliva, en su campo de Cunaco, en la región del Libertador General Bernardo O'Higgins.
Ocupó la presidencia de la Confederación de la Producción y del Comercio (CPC) entre 1974 y 1980, y la de la Sociedad Nacional de Agricultura (SNA) entre 1983 y 1987, ambas en plena dictadura militar del general Augusto Pinochet.
Por otra parte, fue también director de varias empresas, como Viña San Pedro, Soprole y el Banco de Crédito e Inversiones (BCI). Del mismo modo, fue presidente de las radioemisoras Agricultura y San Cristóbal, además del Club de La Unión de Santiago, este último entre 1999 y 2005.

## Carrera política
En agosto de 1987, participó junto a otras personalidades y empresarios en la fundación del Gran Frente de Chile, partidario del régimen pinochetista. Luego, en las elecciones parlamentarias de 1989, intentó sin éxito alcanzar un escaño en el Senado en representación de la centroderechista alianza Democracia y Progreso, por la Circunscripción 9, de O'Higgins.
Falleció en su domicilio ubicado en Cunaco, comuna de Nancagua, a causa de un cáncer, el 3 de agosto de 2023, a los 89 años.[cita requerida]

## Historial electoral

### Elecciones parlamentarias de 1989
- Elecciones parlamentarias de 1989, para la Circunscripción 9, O'Higgins [6]

| Candidato                   | Pacto                          | Partido | Votos   | %     | Resultado |
| --------------------------- | ------------------------------ | ------- | ------- | ----- | --------- |
| Nicolás Díaz Sánchez        | Concertación por la Democracia | PDC     | 106.182 | 29,68 | Senador   |
| Anselmo Sule Candia         | Concertación por la Democracia | ILA     | 105.728 | 29,55 | Senador   |
| Alfonso Orueta Ansoleaga    | Democracia y Progreso          | RN      | 62.768  | 17,54 |           |
| Manuel Valdés Valdés        | Democracia y Progreso          | ILB     | 35.764  | 10,00 |           |
| Rafael Cumsille Zapapa      | Alianza de Centro              | ILD     | 24.952  | 6,97  |           |
| Domingo Durán Neumann       | Alianza de Centro              | DR      | 15.200  | 4,25  |           |
| Ricardo Hernán Bustos Gómez | Liberal-Socialista Chileno     | PL      | 7.216   | 2,02  |           |